# Plectrocnemia abraracourcix
Plectrocnemia abraracourcix är en nattsländeart som beskrevs av Malicky 1979. Plectrocnemia abraracourcix ingår i släktet Plectrocnemia och familjen fångstnätnattsländor. Inga underarter finns listade i Catalogue of Life.